# La signorina Fifì
La signorina Fifì (Mademoiselle Fifi) è un racconto di Guy de Maupassant pubblicato per la prima volta il 23 marzo 1882 nel supplemento letterario del quotidiano Gil Blas e, col finale modificato, nella raccolta omonima pubblicata nello stesso anno. 
L'autore riprende i temi a lui cari della guerra associati a quelli della prostituzione (come in molti dei suoi racconti, da Palla di sego a Due amici), con l'aggiunta del motivo prettamente romantico della prostituta redenta a seguito delle buone azioni da ella compiute.
Il racconto scava anche nell'intimo della dissolutezza umana, acquisendo a volte punte macabre e sollevando infine questioni relative alla morte, al superamento delle barriere di classe e all'inutilità della guerra. L'eroina si chiama Rachel come la prostituta che in Bel Ami non fa pagare George per i propri servizi; ma è anche una rievocazione dello stesso personaggio in La Casa Tellier.

## Trama
L'esercito prussiano ha appena invaso la Francia e, dopo esser giunti fino in Normandia ha requisito il castello d'Uville; qui s'è installato nell'inverno 1870, cominciando ad utilizzarlo come quartier generale delle truppe occupanti. I protagonisti sono il maggiore conte Falsberg, un uomo dignitoso; il suo capitano il barone von Kelweingstein, un maleducato e lascivo proprietario terriero; ed infine tre ufficiali di rango inferiore: i luogotenenti Otto von Grossling, Fritz Scheunaubourg appartenenti alla borghesia ed il marchese Wilhem d'Eyrik.
 Quest'ultimo è un tipo brutale ed estremamente sgradevole fino a giunger ai limiti del sadismo e che, dal momento dell'entrata in terra francese, è stato marchiato dai compagni col nomignolo di "Mademoiselle Fifì", a causa dell'abitudine che ha di esprimere il proprio sovrano disprezzo sopra ogni cosa e persona, utilizzando ad ogni momento la locuzione francese "fi, fi donc" (Ohibò), ch'egli esprime con un leggero suono sibilante dei denti.
I cinque ufficiali, acquartierati stabilmente nel castello, si trovano presto isolati dai combattimenti e dalle notizie provenienti dal fronte; bloccati a causa della pioggia battente che dura imperterrita da intere settimane, passano giorni interi a bere e fare giochi d'azzardo e a distrugger quadri, mobili ed oggetti pregiati del castello.
A seguito d'uno dei tanti pranzi noiosi, il capitano suggerisce di far chiamare per l'ora di cena un bel po' di prostitute, tanto per passar il tempo in modo divertente; inviano così un carro di trasporto merci dell'esercito per andar a raccoglierle nella vicina cittadina. La festa ha inizio e ben presto tutti son ubriachi al punto giusto.
 L'ufficiale chiamato "Mademoiselle Fifì" ha preso con sé una giovane prostituta ebrea di nome Rachel; questa finisce per esser ad un certo punto violentata dal tenente Eyrik-Fifì, che ha iniziato anche a fracassar tutti gli oggetti che gli si parano davanti, dopo aver ascoltato tutta una serie d'improperi rivolti contro la Francia.
Dopo aver sentito tutta una serie di barzellette estremamente volgari in cattivo francese, confusi discorsi persi tra i fumi dell'alcol che lodano il valore militare tedesco, "Mademoiselle Fifì" fa un discorso annunciando solennemente che oramai tutta la Francia è stata schiacciata e che da quel momento in poi tutte le donne francesi sono ora proprietà prussiana, Rachel lo rimprovera aspramente. Viene pertanto schiaffeggiata senza tanti complimenti da Fifì infuriato.
La ragazza, allora, con decisione gl'infila un coltello da dolci con la lama d'argento nella gola ammazzandolo e subito dopo fugge per mettersi in salvo gettandosi dalla finestra.
Fifì muore e viene quindi spiccato un ordine di cattura contro la giovane prostituta, ma lei non si fa trovare, sembra quasi essersi volatilizzata nel nulla. Il giorno dopo, la campana della chiesa del villaggio, che era rimasta in silenzio fino ad allora in segno di lutto nazionale a seguito della sconfitta in guerra, improvvisamente comincia di nuovo a squillare e continua a suonare così fino al giorno in cui viene firmato l'armistizio; a seguito di ciò i tedeschi abbandonano il castello.
Si scopre infine che la ragazza è rimasta nascosta tutto il tempo all'interno della torre campanaria e che s'è messa a suonar le campane come segno del suo personale trionfo sui tedeschi. Aiutata dal parroco ha poi trovato un buon uomo francese che accetta di sposarla, trovando così anche lei la tanto sospirata felicità. La "puttana Rachel" ha dimostrato da sola molto più coraggio nell'affrontar l'occupante, che la maggioranza dei cittadini che hanno sempre e solo continuato a pensare ai propri più materiali e miserabili interessi.

## Temi trattati
Come in altri dei suoi racconti di guerra, anche qui Maupassant mette in rilievo il contrasto tra francesi e tedeschi (fresco è ancora il ricordo della guerra franco-prussiana di poco più d'un decennio prima. Il ritratto che vien fatto degli ufficiali dell'esercito tedesco è tipico del risentimento francese per la sconfitta subita: pomposi, del tutto privi di cultura, obbediscono ciecamente a qualsiasi ordine venga loro impartito; son dotati infine di enormi baffi e barbe biondo-rossicce.
Violenti, del tutto immorali ed estremamente arroganti, i prussiani provano piacere nel distruggere senza alcuna ragione la collezione d'opere d'arte d'inestimabile valore del castello da loro occupato: risultano un compendio dei peggiori stereotipi antitedeschi dell'epoca. All'opposto invece Rachel, la protagonista, prostituta ed ebrea, rappresenta l'onore francese pur nella sconfitta. Anche se appartenente, nella sua qualità di 'donna in vendita', alla classe più bassa e disprezzata della società, incarna la quotidiana opera di resistenza contro l'oppressione da parte dei 'nuovi barbari'.